# Uniformna raspodela (kontinuirana)
U teoriji verovatnoće i statistici, kontinuirana uniformna raspodela ili pravougaona raspodela je familija simetričnih raspodela verovatnoće takvih da su za svakog člana familije, svi intervali iste dužine unutar distribucione podrške podjednako verovatni. Podrška je definisana sa dva parametra, a i b, koji su njena minimalna i maksimalna vrednost. Distribucija je često skraćeno označava sa U(a,b). Ona je distribucija verovatnoće maksimalne entropije za randomnu promenljivu X bez ograničenja, osim da je sadržana u distribucionoj podršci.

## Karakterizacija

### Funkcija gustine verovatnoće
Funkcija gustine verovatnoće kontinuirne uniformne raspodele je:
{\displaystyle f(x)={\begin{cases}{\frac {1}{b-a}}&\mathrm {za} \ a\leq x\leq b,\\[8pt]0&\mathrm {za} \ x<a\ \mathrm {ili} \ x>b\end{cases}}}
Vrednosti f(x) na dvema granica a i b su obično nevažne, jer ne menjaju vrednosti integrala f(x)&nbsp;dx na bilo kom intervalu, niti vrednost x&nbsp;f(x)&nbsp;dx ili bilo kojeg višeg momenta. Ponekad se one izjednačavaju sa nulom, a ponekad se bira da budu 1/(b − a). Ovo pitanje je prikladno u kontekstu procene metodom maksimalne verovatnoće. U kontekstu Furijeove analize, može se uzeti da vrednost f(a) ili f(b) bude 1/(2(b&nbsp;−&nbsp;a)), jer tada inverzna transformacija mnogih integralnih transformacija ove uniformne funkcije daje samu funkciju, a ne funkciju koja je jednaka „skoro svuda”, tj. osim na skupu tačaka sa nultom merom. Takođe, ovo je u skladu sa signum funkcijom koja nema takvu dvosmislenost.
U smislu srednje vrednosti μ i varijanse σ2, gustina verovatnoće se može zapisati kao:
{\displaystyle f(x)={\begin{cases}{\frac {1}{2\sigma {\sqrt {3}}}}&{\mbox{za }}-\sigma {\sqrt {3}}\leq x-\mu \leq \sigma {\sqrt {3}}\\0&{\text{inače}}\end{cases}}}

### Funkcija kumulativne distribucije
Funkcija kumulativne distribucije je:
{\displaystyle F(x)={\begin{cases}0&{\text{za }}x<a\\[8pt]{\frac {x-a}{b-a}}&{\text{za }}a\leq x\leq b\\[8pt]1&{\text{za }}x>b\end{cases}}}
Njen inverzni oblik je:
{\displaystyle F^{-1}(p)=a+p(b-a)\,\,{\text{ za }}0<p<1}
U notaciji srednje vrednosti i varijanse, funkcija kumulativne distribucije je:
{\displaystyle F(x)={\begin{cases}0&{\text{za }}x-\mu <-\sigma {\sqrt {3}}\\{\frac {1}{2}}\left({\frac {x-\mu }{\sigma {\sqrt {3}}}}+1\right)&{\text{za }}-\sigma {\sqrt {3}}\leq x-\mu <\sigma {\sqrt {3}}\\1&{\text{za }}x-\mu \geq \sigma {\sqrt {3}}\end{cases}}}
i inverzni oblik je:
{\displaystyle F^{-1}(p)=\sigma {\sqrt {3}}(2p-1)+\mu \,\,{\text{ za }}0\leq p\leq 1}

### Generisanje funkcija

#### Funkcija generisanja momenta
Funkcija generisanja momenta je:
{\displaystyle M_{x}=E(e^{tx})={\frac {e^{tb}-e^{ta}}{t(b-a)}}\,\!}
iz čega se mogu izračnunati momenti 
{\displaystyle m_{1}={\frac {a+b}{2}},\,\!}
{\displaystyle m_{2}={\frac {a^{2}+ab+b^{2}}{3}},\,\!}
{\displaystyle m_{k}={\frac {1}{k+1}}\sum _{i=0}^{k}a^{i}b^{k-i}.\,\!}
U specijalnom slučaju a&nbsp;=&nbsp;–b, drugim rečima, za
{\displaystyle f(x)={\begin{cases}{\frac {1}{2b}}&{\text{za}}\ -b\leq x\leq b,\\[8pt]0&{\text{inače}},\end{cases}}}
funkcija generisanja momenta se redukuje na jednostavnu formu
{\displaystyle M_{x}={\frac {\sinh bt}{bt}}.}
Za randomnu promenljivu koja sledi ovu distribuciju, očekivana vrednost je  i varijansa je

#### Funkcija generisanja kumulanta
Za  ≥ 2, -ti kumulant uniformne distribucije na intervalu [-1/2, 1/2] je , gde je  n-ti Bernulijev broj.

## Svojstva

### Momenti
Srednaj vrednost (prvi momenat) distribucije je:
{\displaystyle E(X)={\frac {1}{2}}(a+b).}
Drugi momenat distribucije je:
{\displaystyle E(X^{2})={\frac {1}{3}}(a^{2}+ab+b^{2}).}
Generalno, n-ti momenat uniformne distribucije je:
{\displaystyle E(X^{n})={\frac {1}{n+1}}\sum _{k=0}^{n}a^{k}b^{n-k}.}
Varijansa (drugi centralni momenat) je:
{\displaystyle V(X)={\frac {1}{12}}(b-a)^{2}}

### Druge statistike
Neka je X1, ..., X uzorak nezavisne i identično raspoređene randomne promenljive iz U(0,1). Neka je X() k-ti red statistika iz ovog uzorka. Onda raspodela verovatnoće X() predstavlja beta raspodelu sa parametrima k i n − k + 1. Očekivana vrednosti je
{\displaystyle \operatorname {E} (X_{(k)})={k \over n+1}.}
Ova činjenica je korisna kad se prave Q–Q grafici.
Varijance su
{\displaystyle \operatorname {V} (X_{(k)})={k(n-k+1) \over (n+1)^{2}(n+2)}.}

### Uniformnost
Verovatnoća da uniformno raspoređena slučajna promenljiva padne unutar bilo kojeg intervala fiksne dužine ne zavisi od lokacije samog intervala (mada je zavisna od veličine intervala), dokle god je interval sadržan unutar distribucione podrške.
Da be to videlo, ako je X ~ U(a,b) i [x, x+d] podinterval od [,] sa fiksnim d > 0, tada je
{\displaystyle P\left(X\in \left[x,x+d\right]\right)=\int _{x}^{x+d}{\frac {\mathrm {d} y}{b-a}}\,={\frac {d}{b-a}}\,\!} which is independent of x.  This fact motivates the distribution's name.

### Generalizacija do Borelovih setova
Ova distribucija može se generalizovati na složenije skupove od intervala. Ako je S Borelov skup pozitivne, konačne mere, uniformna distribucija verovatnoće na S može se specificirati definisanjem funkcije raspodele verovatnoće koja je jednaka nuli izvan S i konstantno jednaka 1/K na S, gde je K mera Lebega od S.

## Povezane raspodele
- Ako X ima standardnu uniformnu raspodelu, onda metodom uzorkovanja inverzne transformacije, Y = − λ−1 ln(X) ima eksponencijalnu raspodelu sa (brzinom) parametrom l.
- Ako X ima standardnu uniformnu raspodelu, onda Y = Xn ima beta raspodelu sa parametrima (1/n,1).
- Ervin–Holova raspodela je zbir n i.i.d. U(0,1) raspodela.
- Bejtsova raspodela je prosekn i.i.d. U(0,1) raspodela.
- Standardna uniformna raspodela je poseban slučaj beta raspodele, sa parametrima (1,1).
- Zbir dve nezavisne ravnomerne raspodele U1(a,b)+U2(c,d) daje trapezoidnu raspodelu, simetričnu oko svoje srednje vrednosti, na [a+c,b+d]. Plato ima širinu jednaku apsolutnoj različitosti širina U1 i U2. Širina nagnutih delova odgovara širini najuže uniformne raspodele.
  - Ako uniformne distribucije imaju istu širinu w, rezultat je trouglasta raspodela, simetrična oko svoje srednje vrednosti, na [a+c,a+c+2w].
  - Zbir dve nezavisne, podjednako raspoređene, uniformne raspodele U1(a,b)+U2(a,b) daje simetričnu trouglastu raspodelu na [2a,2b].
- Udaljenost između dva i.i.d. uniformne slučajne promenljive |U1(a,b)-U2(a,b)| takođe ima trouglastu raspodelu, iako nije simetrična, na [0,b-a].

## Statističko zaključivanje

### Procena parametara

#### Procena maksimuma

##### Nepristrasna procena minimalne varijanse
Za datu uniformnu raspodelu na {\displaystyle [0,b]} sa nepoznatom {\displaystyle b,} nepristrasna procena minimalne varijanse (UMVUE) za maksimum je:
{\displaystyle {\hat {b}}_{\text{UMVU}}={\frac {k+1}{k}}m=m+{\frac {m}{k}},}
gde je {\displaystyle m} maksimum uzorka, a {\displaystyle k} je veličina uzorka, uzorkovanje je bez zamene (iako ova razlika gotovo sigurno ne pravi razliku za kontinuiranu raspodelu). Ovo sledi iz istih razloga kao i procena za diskretnu raspodelu, i može se posmatrati kao veoma jednostavan slučaj procene maksimalnog razmaka. Ovaj problem je opšte poznat kao problem nemačkih tenkova, zbog primene maksimalne procene na procene nemačke proizvodnje tenkova tokom Drugog svetskog rata.

##### Metoda procene momenta
Procenjivač metodom momenata je:
{\displaystyle {\hat {b}}_{MM}=2{\bar {X}},}
gde je {\displaystyle {\bar {X}}} srednja vrednost uzorka.

##### Procena maksimalne verovatnoće
Procenjivač maksimalne verovatnoće je:
{\displaystyle {\hat {b}}_{ML}=m,}
gde je {\displaystyle m} maksimum uzorka, takođe označen kao {\displaystyle m=X_{(n)},} maksimalnog reda statistika uzorka.

#### Procena minimuma
S obzirom na uniformnu raspodelu na {\displaystyle [a,b]} sa nepoznatim a, procenjivač maksimalne verovatnoće za a je:
{\displaystyle {\hat {a}}_{ML}=\min\{X_{1},\dots ,X_{n}\}},
minimum uzorka.

#### Procena srednje tačke
Srednja tačka distribucije, {\displaystyle {\tfrac {a+b}{2}},} je i srednja vrednost i medijana uniformne distribucije. Iako su i srednja vrednost uzorka i medijana uzorka nepristrasni procenitelji srednje tačke, nijedna nije tako efikasna kao srednji opseg uzorka, tj. aritmetička sredina maksimuma uzorka i minimuma uzorka, što je UMVU procenitelj srednje tačke (i takođe procena maksimalne verovatnoće).

### Interval poverenja

#### Za maksimum
Neka je {\displaystyle X_{1},X_{2},X_{3},...,X_{n}} uzorak iz {\displaystyle U_{[0,L]},} gde je {\displaystyle L} maksimalna vrednost u populaciji. Tada je {\displaystyle X_{(n)}=\max(X_{1},X_{2},X_{3},...,X_{n})} ima Lebeg-Borelovu gustinu {\displaystyle f={\frac {d\Pr _{X_{(n)}}}{d\lambda }}:}
{\displaystyle f(t)=n{\frac {1}{L}}\left({\frac {t}{L}}\right)^{n-1}\!=n{\frac {t^{n-1}}{L^{n}}}1\!\!1_{[0,L]}(t),} where {\displaystyle 1\!\!1_{[0,L]}} je indikatorska funkcija na {\displaystyle [0,L].}
Interval poverenja dat ranije je matematički netačan, kao
{\displaystyle \Pr {\big (}[{\hat {\theta }},{\hat {\theta }}+\varepsilon ]\ni \theta {\big )}\geq 1-\alpha }
ne može se rešiti za {\displaystyle \varepsilon } bez znanja o {\displaystyle \theta }. Međutim, može se rešiti
{\displaystyle \Pr {\big (}[{\hat {\theta }},{\hat {\theta }}(1+\varepsilon )]\ni \theta {\big )}\geq 1-\alpha } for {\displaystyle \varepsilon \geq (1-\alpha )^{-1/n}-1} za bilo koje nepoznato ali validno {\displaystyle \theta ;}
onda se bira najmanji mogući {\displaystyle \varepsilon } koji zadovoljava gornji uslov. Imajte na umu da dužina intervala zavisi od slučajne promenljive {\displaystyle {\hat {\theta }}.}

## Pojava i primena
Verovatnoće za uniformnu funkciju raspodele su jednostavne za izračunavanje zbog jednostavnosti oblika funkcije. Prema tome, postoje različite aplikacije za koje se ova raspodela može koristiti kao što je prikazano u nastavku: situacije testiranja hipoteza, slučajevi slučajnog uzorkovanja, finansije, itd. Štaviše, generalno, eksperimenti fizičkog porekla prate jednoobraznu raspodelu (npr. emisija radioaktivnih čestica). Međutim, važno je napomenuti da u bilo kojoj primeni postoji nepromenljiva pretpostavka da je verovatnoća pada u intervalu fiksne dužine konstantna.

### Ekonomski primer za ravnomernu raspodelu
U oblasti ekonomije, obično potražnja i dopuna možda neće pratiti očekivanu normalnu raspodelu. Kao rezultat, drugi modeli raspodele se koriste za bolje predviđanje verovatnoća i trendova kao što je Bernulijev proces. Ali prema Vanku (2008), u konkretnom slučaju istraživanja vremena isporuke za upravljanje zalihama na početku životnog ciklusa kada se analizira potpuno novi proizvod, uniformna raspodela se pokazuje korisnijom. U ovoj situaciji, druga raspodela možda neće biti održiva jer ne postoje dostupni podaci o novom proizvodu ili da je istorija potražnje nedostupna, tako da zapravo ne postoji odgovarajuća ili poznata raspodela. Uniformna raspodela bi bila idealna u ovoj situaciji pošto je slučajna promenljiva vremena isporuke (u vezi sa potražnjom) nepoznata za novi proizvod, ali će se rezultati verovatno kretati između prihvatljivog opsega dve vrednosti. Vreme isporuke bi stoga predstavljalo slučajnu promenljivu. Iz modela uniformne raspodele, drugi faktori koji se odnose na vreme isporuke mogli su da se izračunaju, kao što su ciklusni nivo usluge i nestašica po ciklusu. Takođe je primećeno da je korišćena i uniformna raspodela zbog jednostavnosti proračuna.

### Uzorkovanje iz proizvoljne raspodele
Ujednačena raspodela je korisna za uzorkovanje iz proizvoljnih raspodela. Opšti pristup je metoda uzorkovanja inverzne transformacije, koja koristi kumulativnu funkciju raspodele (CDF) ciljne slučajne promenljive. Ovaj metod je veoma koristan u teorijskom radu. Pošto simulacije korišćenjem ovog metoda zahtevaju invertovanje CDF ciljne promenljive, osmišljene su alternativne metode za slučajeve kada CDF nije poznata u zatvorenom obliku. Jedan takav metod je uzorkovanje odbijanja.
Normalna raspodela je važan primer gde metoda inverzne transformacije nije efikasna. Međutim, postoji tačna metoda, Boks–Mulerova transformacija, koja koristi inverznu transformaciju za pretvaranje dve nezavisne uniformne slučajne promenljive u dve nezavisne normalno raspodeljene slučajne promenljive.

### Greška kvantizacije
U analogno-digitalnoj konverziji dolazi do greške kvantizacije. Ova greška je ili zbog zaokruživanja ili skraćivanja. Kada je originalni signal mnogo veći od jednog najmanje značajnog bita (LSB), greška kvantizacije nije značajno povezana sa signalom i ima približno ujednačenu raspodelu. RMS greška stoga sledi iz varijanse ove raspodele.

## Generisanje slučajnih varijacija
Postoji mnogo aplikacija u kojima je korisno izvoditi simulacione eksperimente. Mnogi programski jezici dolaze sa implementacijama za generisanje pseudoslučajnih brojeva koji se efektivno raspodeljuju prema standardnoj uniformnoj raspodeli.
S druge strane, uniformno raspoređeni brojevi se često koriste kao osnova za neuniformno generisanje slučajnih varijacija.
Ako je {\displaystyle u} vrednost uzorkovana iz standardne uniformne raspodele, onda vrednost {\displaystyle a+(b-a)u} prati uniformnu raspodelu koju parametrizuje {\displaystyle a} i {\displaystyle b,} kao što je gore opisano.

## Istorija
Dok je istorijsko poreklo koncepcije uniformne raspodele nejasno, spekuliše se da je termin „uniformno“ proizašao iz koncepta ekviverovatnosti u igrama kockicama (treba imati na umu da igre kockicama imaju diskretni, a ne kontinuirani uniformni prostor uzorka) . Jednaka verovatnoća je pomenuta u delu Liber de Ludo Aleae autora Gerolama Kardana, priručniku napisanom u 16. veku sa detaljima o naprednom proračunu verovatnoće u vezi sa kockicama.

## Literatura
- Casella, George; Roger L. Berger (2001), Statistical Inference (2nd изд.), ISBN 978-0-534-24312-8, LCCN 2001025794
- Anatolyev, Stanislav; Kosenok, Grigory (2005). „An alternative to maximum likelihood based on spacings” (PDF). Econometric Theory. 21 (2): 472—476. CiteSeerX 10.1.1.494.7340 . doi:10.1017/S0266466605050255. Архивирано из оригинала (PDF) 16. 08. 2011. г. Приступљено 21. 1. 2009.
- Beirlant, J.; Dudewicz, E.J.; Györfi, L.; van der Meulen, E.C. (1997). „Nonparametric entropy estimation: an overview” (PDF). International Journal of Mathematical and Statistical Sciences. 6 (1): 17—40. ISSN 1055-7490. Архивирано из оригинала (PDF) 5. 5. 2005. г. Приступљено 31. 12. 2008.
- Cheng, R.C.H.; Amin, N.A.K. (1983). „Estimating parameters in continuous univariate distributions with a shifted origin”. Journal of the Royal Statistical Society, Series B. 45 (3): 394—403. ISSN 0035-9246. JSTOR 2345411. doi:10.1111/j.2517-6161.1983.tb01268.x.
- Cheng, R.C.H; Stephens, M. A. (1989). „A goodness-of-fit test using Moran's statistic with estimated parameters”. Biometrika. 76 (2): 386—392. doi:10.1093/biomet/76.2.385.
- Ekström, Magnus (1997). „Generalized maximum spacing estimates”. University of Umeå, Department of Mathematics. 6. ISSN 0345-3928. Архивирано из оригинала 14. 2. 2007. г. Приступљено 30. 12. 2008.
- Hall, M.J.; van den Boogaard, H.F.P.; Fernando, R.C.; Mynett, A.E. (2004). „The construction of confidence intervals for frequency analysis using resampling techniques”. Hydrology and Earth System Sciences. 8 (2): 235—246. ISSN 1027-5606. doi:10.5194/hess-8-235-2004.
- Pieciak, Tomasz (2014). The maximum spacing noise estimation in single-coil background MRI data (PDF). IEEE International Conference on Image Processing. Paris. стр. 1743—1747. Приступљено 7. 7. 2015.[мртва веза]
- Pyke, Ronald (1965). „Spacings”. Journal of the Royal Statistical Society, Series B. 27 (3): 395—449. ISSN 0035-9246. JSTOR 2345793. doi:10.1111/j.2517-6161.1965.tb00602.x.
- Ranneby, Bo (1984). „The maximum spacing method. An estimation method related to the maximum likelihood method”. Scandinavian Journal of Statistics. 11 (2): 93—112. ISSN 0303-6898. JSTOR 4615946.
- Ranneby, Bo; Ekström, Magnus (1997). „Maximum spacing estimates based on different metrics”. University of Umeå, Department of Mathematics. 5. ISSN 0345-3928. Архивирано из оригинала 14. 2. 2007. г. Приступљено 30. 12. 2008.
- Ranneby, Bo; Jammalamadakab, S. Rao; Teterukovskiy, Alex (2005). „The maximum spacing estimation for multivariate observations” (PDF). Journal of Statistical Planning and Inference. 129 (1–2): 427—446. doi:10.1016/j.jspi.2004.06.059. Приступљено 31. 12. 2008.
- Wong, T.S.T; Li, W.K. (2006). „A note on the estimation of extreme value distributions using maximum product of spacings”. Time series and related topics: in memory of Ching-Zong Wei. Institute of Mathematical Statistics Lecture Notes - Monograph Series. Beachwood, Ohio: Institute of Mathematical Statistic. стр. 272–283. ISBN 978-0-940600-68-3. arXiv:math/0702830v1 . doi:10.1214/074921706000001102.

## Spoljašnje veze
- Online calculator of Uniform distribution (continuous)